# Drepanepteryx resinata
Drepanepteryx resinata is een insect uit de familie van de bruine gaasvliegen (Hemerobiidae), die tot de orde netvleugeligen (Neuroptera) behoort. 
Drepanepteryx resinata is voor het eerst wetenschappelijk beschreven door Krüger in 1922.